# Argemone mexicana

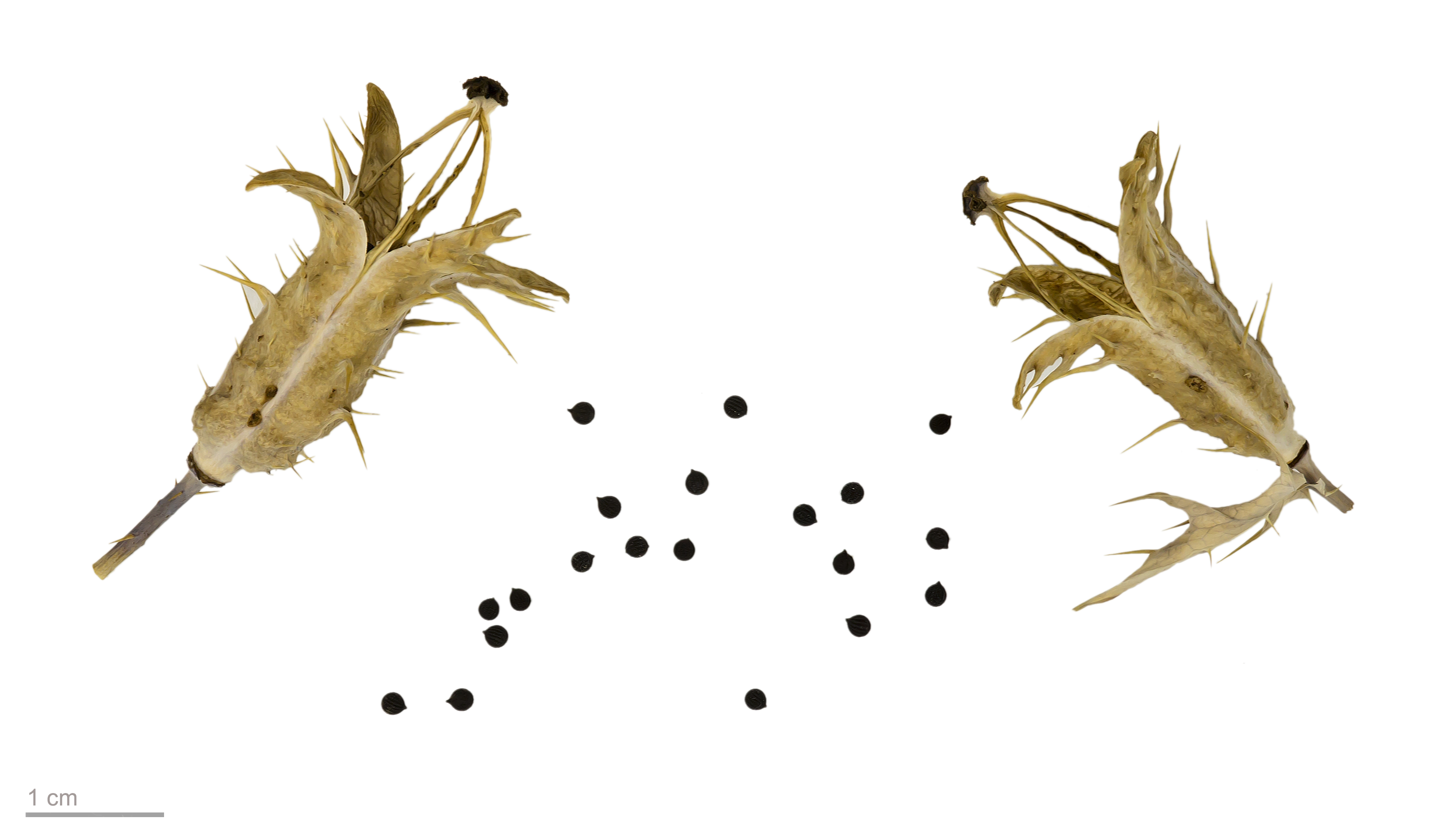
Argemone mexicana - MHNT

Argemone mexicana es una especie de plantas del género Argemone (Papaveraceae), de distribución americana. Originaria de las Antillas, llegando hasta Chile y Argentina. Sin embargo el taxón lineano Argemone mexicana L. se circunscribe a las Antillas, y los taxones sudamericanos ahora se clasifican en A. subfusiformis G.B.Ownb. y formas afines. Recibe los nombres comunes de cardosanto, chicalote o, en México, adormidera. También adormidera espinosa.

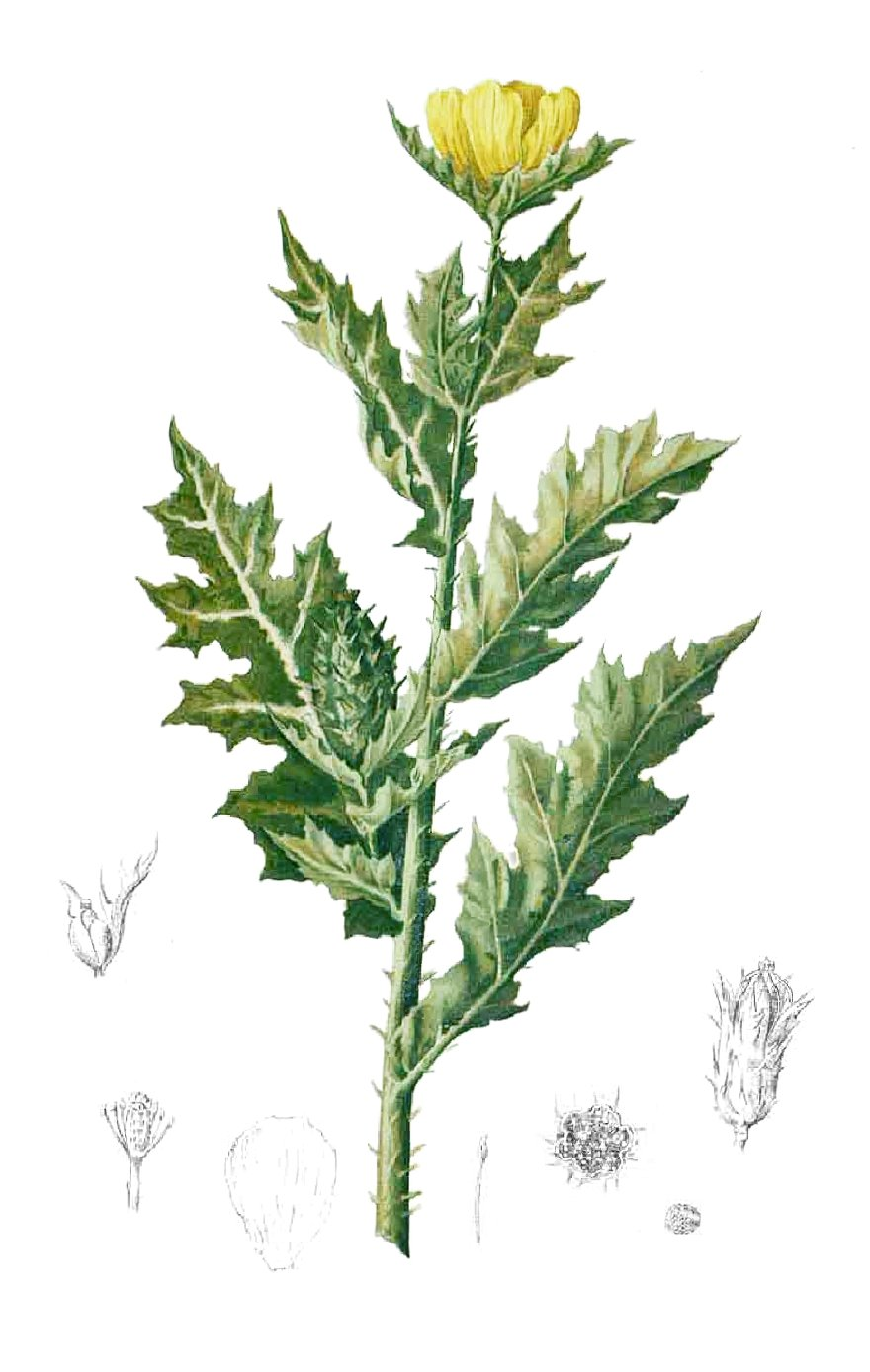
Ilustración

## Descripción
Hierba anual robusta que mide de 80 cm a 1 m de altura; tallo glabro, glauco, espinoso; hojas sésiles, glaucas con líneas azul-brillante sobre las venas principales, abrazadoras que miden hasta 20 cm de longitud, pinati partidas con las divisiones dentado espinosas, flores grandes solitarias de 4 a 7 cm de diámetro, rodeadas de algunas hojas reducidas y sésiles; pétalos de color amarillo brillante o algunas veces amarillo pálido o blancos; fruto capsular, oblongo ampliamente elíptico de 24 a 45 mm de largo por 12 a 20 mm de ancho, no incluyendo las espinas.

### Distribución
Se le encuentra principalmente en áreas abiertas al cultivo y terrenos baldíos de selva baja caducifolia y selva alta subcaducifolia. Origen: de la región del Caribe.
Época de floración: de febrero a abril.
Importancia en la apicultura: productora de polen. De un tono amarillo.
Una variación en color blanco, se suele dar en el centro del país. Usualmente en las zonas del Valle de México, incluyendo Tlaxcala, y Puebla.

## Otros usos
De la semilla se extrae aceite para la elaboración de jabón. En medicina popular como antiinflamatorio de ganglios. Sus propiedades antibióticas notables Como adulterante de aceites ha producido enfermedades oculares graves.
Forma de propagación: por semilla. Esta planta produce semillas en grandes cantidades. 

## Química
Contiene un látex amarillo o anaranjado debido a la presencia de alcaloides bencilisoquinolínicos como la berberina, benzofenantridinas como reticulina y sanguinarina y derivados.

## Comentario taxonómico
Generalmente se ha considerado A.mexicana como nombre colectivo para una serie de formas de A.subfusiformis presentes en América del Sur, v.g. A. subfusiformis var. inermis

## Taxonomía
Argemone mexicana fue descrita por Carlos Linneo y publicado en Species Plantarum 1: 508–509. 1753.
Etimología
Argemone: nombre genérico que proviene del griego αργεμωνη  y que fue  aplicado por Dioscórides a una planta como la amapola que se ha usado para el tratamiento de cataratas.
mexicana: epíteto geográfico que alude a su localización en México.
Sinonimia

### Nombres comunes
Amapola montés, cardo, cardo santo,  amapolilla, chicalote, chichilotl, chillazotl, xicólotl (nahuatl), guechinichi (lengua zapoteca, Oaxaca), k`iix-k`anlol, k`iix-saklol (lengua maya, Yucatán), shate, xaté (lengua tarasca, Michoacán), tzólich (lengua huasteca, San Luis Potosí.
- Argemone alba Raf.
- Argemone mucronata Dum.Cours. ex Steud.
- Argemone sexvalvis Stokes
- Argemone spinosa Gaterau
- Argemone spinosa Moench
- Argemone versicolor Salisb.
- Argemone vulgaris Spach
- Echtrus mexicanus (L.) Nieuwl.
- Echtrus trivialis Lour.
- Papaver mexicanum (L.) E.H.L.Krause[12]